# Hemgölen (Barkeryds socken, Småland)
Hemgölen är en sjö i Nässjö kommun i Småland och ingår i Motala ströms huvudavrinningsområde.